# Ardeutica
Ardeutica es un género de polillas de la familia Tortricidae.

## Especies
- Ardeutica crypsilitha  Meyrick, 1932
- Ardeutica dryocremna  Meyrick, 1932
- Ardeutica emphantica  Razowski & Becker, 1981
- Ardeutica eupeplana  Walsingham, 1914
- Ardeutica melidora  Razowski, 1984
- Ardeutica mezion  Razowski, 1984
- Ardeutica parmata  Razowski, 1984
- Ardeutica patillae Razowski & Becker, 2011
- Ardeutica semipicta  Meyrick, 1913
- Ardeutica sphenobathra  Meyrick, 1917
- Ardeutica spumosa  Meyrick, 1913
- Ardeutica tonsilis  Razowski, 1984